# Dubový vrch (Frýdlantská pahorkatina)
Dubový vrch (474 m n. m.) je vrchol ve Frýdlantském výběžku Libereckého kraje na severu České republiky. Nachází se na rozhraní Raspenavy, resp. jejích částí Lužec a Peklo, Hejnic a Lázní Libverdy. Z jižní a východní strany vrchol obchází silnice III/29013 a ze severozápadu komunikace označená III/29014. Severozápadním směrem také leží rybník Petr a jižním směrem Lázeňský rybník. Celé území vrcholu leží v přírodním parku Peklo a patří do povodí řeky Smědé.